# فيليب بيرن
فيليب بيرن (بالإنجليزية: Philip Byrne)‏ هو لاعب كرة قدم أيرلندي، ولد في 6 أبريل 1982 في دبلن في جمهورية أيرلندا. لعب مع نادي شيلبورن.

## وصلات خارجية
- فيليب بيرن على موقع قاعدة بيانات كرة القدم.إي يو (الإنجليزية)
- فيليب بيرن على موقع Soccerway.com (الإنجليزية)